# Lusitano FC
El Lusitano FC es un equipo de fútbol de Portugal que juega en la Liga Regional de Vizeu, la quinta liga de fútbol más importante del país.

## Historia
Fue fundado el 14 de agosto del año 1916 en la ciudad de Vildemoinhos, en el consejo de Viseu como un club multideportivo que cuenta con secciones en fútbol, baloncesto, voleibol y gimnasia. Es conocido por su programa de formación de jugadores al punto que en enero del 2008 firmaron un contrato de colaboración con el gigante portugués Sporting Lisboa, los cuales en conjunto efectúan talleres de capacitación de jugadores.
Su logro más importante hasta el momento fue el título de la liga regional en la temporada 2012/13, lo que les dio el derecho de participar en la recién creada tercera división llamada Campeonato Nacional de Seniores.

## Palmarés
- Campeão Distrital da 1.ª Divisão: 14

1926-27, 1928-29, 1930-31, 1931-32, 1932-33, 1934-35, 1935-36, 1953-54, 1959-60, 1966-67, 1973-74, 1977-78, 1990-91, 2012-13
- Campeão Distrital da 2º Divisão: 1

1999-2000
- Vencedor da Taça Sócios Honorários:

1982-83
- Vencedor da Taça Sócios de Mérito: 2

1985-86, 1995-96
- Vencedor Taças Preparação: 2

1931-32, 1933-34
- Campeão Distrital de Juniores: 5

1946-47, 1948-49, 1951-52, 1980-81, 2008-09
- Campeão Distrital de Juvenis: 3

1962-63, 1968-69, 2010-2011
- Campeão Distrital de Iniciados: 2

2008-2009, 2011-2012
- Campeão de Reservas: 1

1982-83
- Representante de Viseu no campeonato de Portugal: 6

1927-28, 1928-29, 1929-30, 1931-32, 1932-33, 1933-34
- Campeonato da 2.ª Liga: 2

1934-35, 1935-36
- Campeonato Nacional da 2.ª Divisão: 2

1951-52, 1963-64
- Campeonato Nacional da 3.ª Divisão: 31

1949-50, 1950-51, 1952-53, 1953-54, 1954-55, 1955-56, 1956-57, 1957-58, 1959-60, 1960-61, 1961-62, 1962-63, 1964-65, 1965-66, 1966-67, 1967-68, 1969-70, 1974-75, 1975-76, 1976-77, 1978-79, 1979-80, 1980-81, 1981-82, 1982-83, 1983-84, 1984-85, 1991-92, 1992-93, 1993-94, 1994-95
- Campeão Distrital de Escolas: 1

2009-10
- Campeão Distrital de Infantis Sub-12: 1

2010-11

## Clubes Afiliados
- Sporting Lisboa